# 内野海斗
内野 海斗（うちの かいと、2004年7月28日 - ）は、福岡県福岡市博多区出身のプロ野球選手（投手・育成選手）。右投右打。福岡ソフトバンクホークス所属。

## 経歴

### プロ入り前
福岡市立東月隈小学校時代から「月隈スピードボーイズ」で軟式野球を始め、福岡市立席田中学校では「福岡スーパースターズ」に捕手として在籍し、ポニー・リーグの日本代表に選出され、第36回PONYアジアパシフィックゾーンチャンンピオンシップトーナメントで優勝を果たす。2019 PONYワールドシリーズ U-16COLTでは西村瑠伊斗とバッテリーを組み3位となる。
高校は広島県東広島市の武田高等学校に進学。3年生の夏は第104回全国高等学校野球選手権広島大会3回戦、対尾道高校戦において、7回終了まで0対0の投手戦の中、8回に無死満塁のピンチを迎え、適時打などで3失点を喫し3対1で敗れた。
2022年10月20日に行われたプロ野球ドラフト会議にて、福岡ソフトバンクホークスから育成ドラフト4巡目指名され、支度金300万円、年俸360万円（金額は推定）で契約合意に達した。背番号は161。

### プロ入り後
2023年、二軍公式戦の登板はなく、三軍・四軍戦で24試合に登板で30回2/3を投げ、1勝2敗、防御率7.92の成績を残す。
2024年は2月に腰を痛めて離脱し、回復後には右肩痛に悩まされた。その後は約半年リハビリに励んだ。この年も二軍公式戦での登板はなかった。

## 選手としての特徴
投手に転向したのは高校からと経験は浅いながら、最速147km/hの速球を計測する大型右腕。

## 詳細情報

### 背番号
- 161（2023年[11] - ）